# Napanoch
Napanoch – jednostka osadnicza w Stanach Zjednoczonych, w stanie Nowy Jork, w hrabstwie Ulster.